# Wilfried Bony
Wilfried Guemiand Bony (Bingerville, 1988. december 10. –) elefántcsontparti válogatott labdarúgó, az ál-Ittihád csatára. Az elefántcsontparti válogatottban 2010-ben debütált.

## Pályafutása
Bony Abidjanban nőtt fel. Az elefántcsontparti első osztályban gólkirály lett csapatában 2007-ben az Issia Wazi-nál 6 góllal. 2007-ben próbajátékon volt a Liverpool csapatánál.

### Sparta Praha
2008 elején eligazolt a Sparta Prahahoz. Először kölcsönben a 2. csapatnál játszott és utána véglegesen leigazolták. A 2009–2010-es szezonban gólkirály lett saját csapatában 9 góllal a cseh Gambrinus Liga-ban. Ebben a szezonban megnyerte csapatával a bajnoki címet.

### Vitesse
2011. január 31-én Bony aláírt egy 3 és fél éves szerződést a holland Vitesse csapatánál. Az ára négymillió euró volt. 2011. február 20-án debütált a De Graafschap ellen és rögtön szerzett egy gólt. 2012 februárjában meghosszabbították szerződését 2015. június 30-ig. A 2012–2013-as szezonban gólkirály lett az Eredivisie-ben.

### Swansea City
2013. június 11-én aláírt egy 4 éves szerződést a Swansea City csapatánál. Az átigazolás összege 12 millió font volt, ennyit még semmilyen játékosért nem fizetett az angol bajnokságban szereplő walesi klub.
2017.augusztus 31-én újra aláírt a walesi csapathoz, akik 12 millió eurót fizettek érte.

### Al-Arabi
2019. január 30.-án kölcsönben a katari labdarúgó bajnokságban szereplő Al-Arabihoz került.

### ál-Ittihád
2020. január 28-án másfél éves szerződést írt alá a katari ál-Ittihád csapatával.

### Válogatott
2010. október 9-én debütált az elefántcsontparti válogatottban a 2012-es afrikai nemzetek kupájának selejtező mérkőzésén, Burundi ellen. Bony elutazott a válogatottal a 2014-es labdarúgó-világbajnokságra, ahol az első mérkőzésen 2014. június 14-én Japán ellen betalált a 64. percben, a mérkőzést 2–1-re Elefántcsontpart nyerte.

## Sikerei, díjai
Sparta Praha
- Cseh bajnok (1): 2009–10
- Cseh szuperkupagyőztes (1): 2010

Manchester City
- Angol ligakupa: 2016

Elefántcsontpart
- Afrikai nemzetek kupája (1): 2015